# Boké
Boké ist eine Stadt im Nordwesten Guineas am Fluss Rio Nunez, der in den Atlantik mündet. Sie ist Hauptort der Präfektur Boké in der Region Boké. Sie ist das Zentrum des Baga-Landes in Niederguinea und administratives Zentrum der stark wachsenden Bauxit-Industrie. Nebst den Baga leben auch viele Personen der Landuma, Fulani, Nalu und Mikifore in der Stadt. Sie hat neben Conakry, das 168 Kilometer entfernt liegt, das schnellste Bevölkerungswachstum in Guinea (1983: 12.000 Einwohner, 1996: 40.575 Einwohner, 2008: 116.270 Einwohner) wegen des Bauxit-Abbaus in der Region. 

## Geschichte
1844 hatte der belgische König Leopold I. über den Geschäftsmann Abraham Cohen von einem Häuptling ein Gebiet am Rio Nunez gekauft, konnte es jedoch wegen britischer Einwände nicht in Besitz nehmen. In den Konflikt zwischen Briten, Fulbe-Häuptlingen und Sklavenhändlern griffen 1849 ein französisches und ein belgisches Kriegsschiff ein, beschossen den damaligen englischen Handelsposten und verringerten die britische Machtposition. Ab 1860 setzte sich Frankreich an der Mündung und den Ufern des Flusses fest, 1865 wurde Boké zum Handelsposten, wozu auch der Sklavenhandel gehörte. Ein Fort wurde 1878 an diesem Ort errichtet, das Ausgangspunkt zur französischen Eroberung des Fouta Djallon bis 1895 war. Von 1870 bis 1914 diente Boké als Umschlagsplatz für Erdnüsse, Kaffee und Naturgummi. Zudem bestand ein wichtiger regionaler Markt für Reis, Fisch, Früchte und Palmöl. Nach dem Ersten Weltkrieg verlor dieses Zentrum an Bedeutung, weil Conakry als Hafenstadt für die französische Kolonie wichtiger wurde. 
Erst nach 1973, als im nur 80 Kilometer entfernten Sangarédi mit dem Bauxit-Abbau begonnen wurde, erlebte die Stadt einen erneuten Aufschwung und ein damit verbundenes Bevölkerungswachstum. Obwohl in der Folgezeit einige weitere Minen eröffnet und entsprechende Infrastrukturen gebaut wurden, konnte die lokale Bevölkerung nur begrenzt vom Abbau profitieren. Trotz kleiner Entschädigungen für die betroffenen Landbesitzer nahmen Landverlust und Umweltverschmutzung zu und die Lebensqualität eher ab. Wegen eines beginnenden Großprojektes kam es 2017 zu Widerständen, Protesten und Ausschreitungen in der Region. 2018 beschäftigte die Firma La Société minière de Boké (SMB) 7600 Personen, darunter 274 Frauen.